# Soranus
Soranus – bóg rzymski pochodzenia sabińskiego.
Czczony był na szczycie góry Sorakte (obecnie Monte Soratte) w Etrurii. Jego kult łączono z kultem wilka, przez co utożsamiono go później z Apollem.